# Jorge Soares de Macedo
Jorge Soares de Macedo foi um sertanista da Colônia do Brasil no século XVII, primo de Rodrigo de Castelo Branco, a quem acompanhou numa expedição de 24 de setembro de 1678 que saiu da Capitania da Baía de Todos os Santos.